# Hans-Werner Seher
Hans-Werner Seher (Düsseldorf, 28 aprile 1929 – Hudson, 5 marzo 2005) è stato un pallanuotista tedesco.
Ha fatto parte della Squadra Unificata Tedesca, che ha partecipato ai Giochi di Melbourne 1956.
A livello nazionale ha giocato per l'Hellas Magdeburg. Dopo la seconda guerra mondiale la famiglia si era trasferita nella Germania Ovest, ed è stato l'unico giocatore di pallanuoto nato nella Germania dell'Est a giocare nella Germania Ovest. Ha ottenuto 32 presenze con la Germania Ovest ed è emigrato negli Stati Uniti negli anni '60.